# Selaginella mortoniana
Selaginella mortoniana är en mosslummerväxtart som beskrevs av Crabbe och Jermy. Selaginella mortoniana ingår i släktet mosslumrar, och familjen mosslummerväxter. Inga underarter finns listade i Catalogue of Life.